# Костел Вітовта
Костел Вітовта (костел Вознесіння Пресвятої Діви Марії; лит. Vytauto Didžiojo bažnyčia; Švč. Mergelės Marijos Ėmimo į dangų) — католицький храм в Старому місті Каунаса (вулиця Алексото, 3), Литва, один із найстаріших в місті. Храм включено до Реєстру культурних цінностей Литовської Республіки та охороняється державою, код 825.

## Історія

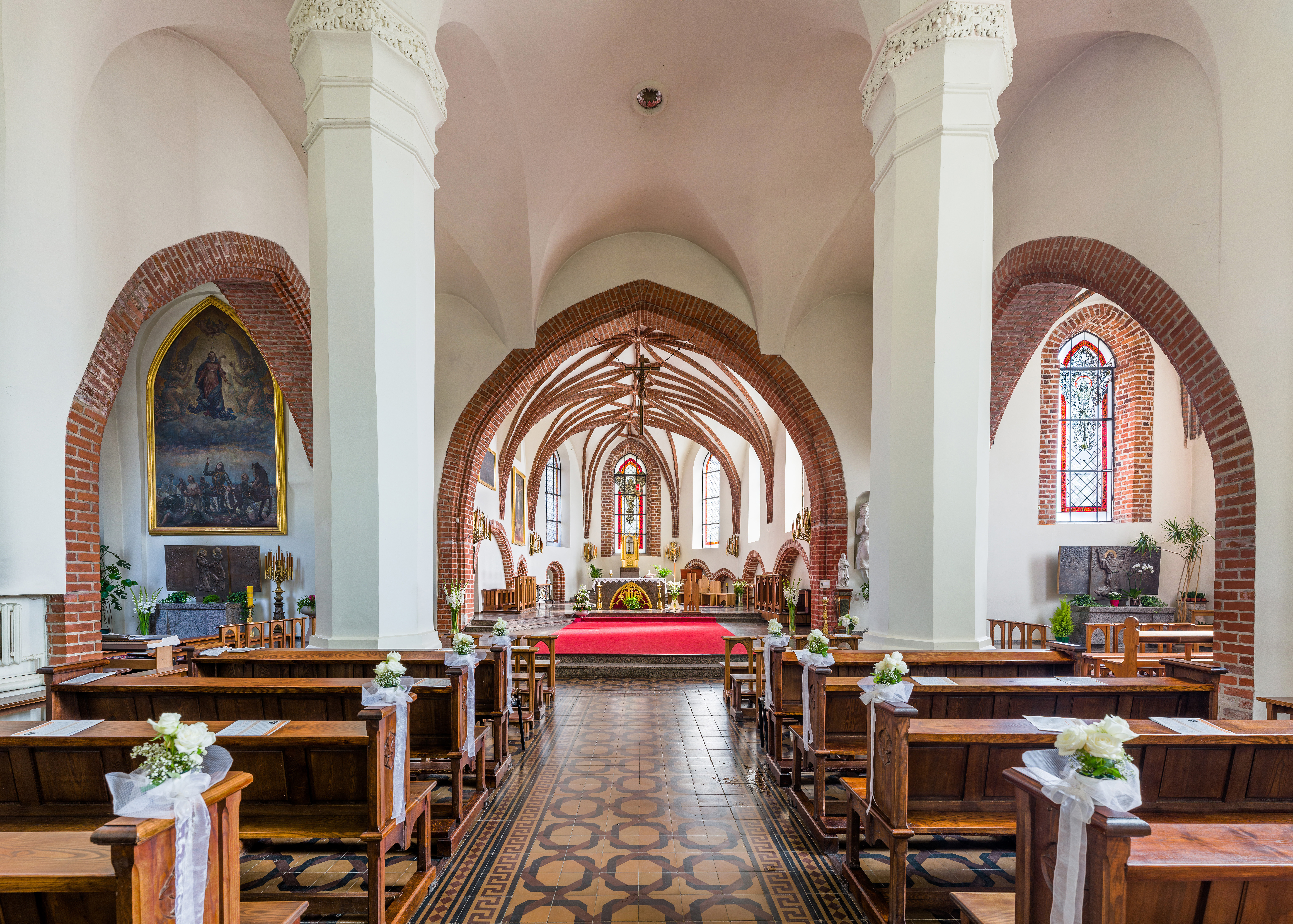
Всередині костелу

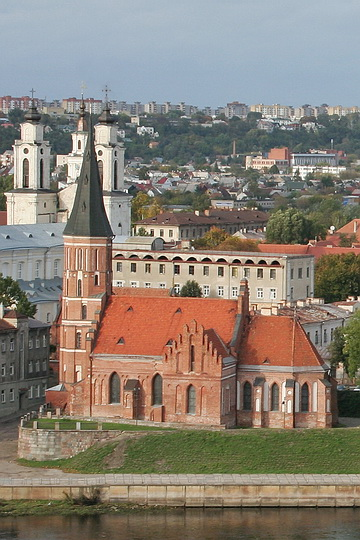
Вид на храм і місто

Храм споруджений на північному березі річки Німан близько 1400 року для ченців-францисканців та іноземних купців. Будівництво фінансував князь Вітовт як комендацію Пресвятій Діві Марії за збереження його життя після головного бою в битві на Ворсклі.
Розташовуючись досить близько до річки, храм неодноразово страждав від весняних паводків. У 1812 році спалений французькими військами. Після Листопадового повстання (1830—1831) францисканський монастир закритий російським урядом. У 1845 році храм було закрито й він пізніше, вже після перебудови, відновив свою діяльність як православний. З 1903 року в приміщеннях костелу розміщувалися військові казарми. У 1915 році представники Рейхсверу використовували будівлю як склад. У 1919 році монастир та костел повернуто Католицькій церкві, а в 1931—1938 роках й пізніше, у 1978—1982 роках, у будівлях проводилися реставраційні роботи.

## Архітектура
Храм побудований в готичному стилі і є прикладом литовської цегляної готичної архітектури. Форма храму у вигляді хреста є унікальною для литовської готики. Протягом багатьох років рівень ґрунту навколо храму значно зростав, і, відповідно, фасади стали нижчими; щоб компенсувати це, вікна зменшили, а бічні портали видалили. Дзвіниця додана пізніше і використовувалася для управління навігацією кораблів по Німану.
У крипті храму похований литовський письменник Юозас Тумас (1869—1933).